# Parroquia de St. Helena
La parroquia de St. Helena (en inglés: St. Helena Parish), fundada en 1810, es una de las 64 parroquias del estado estadounidense de Luisiana. En el año 2000 tenía una población de 10.525 habitantes con una densidad poblacional de 10 personas por km². La sede de la parroquia es Greensburg.

## Geografía
Según la Oficina del Censo, la parroquia tiene un área total de 1060 km² (409,3 mi²), de la cual 1058 km² (408,5 mi²) es tierra y 3 km² (1,2 mi²) (0.27%) es agua.

### Parroquias y condados adyacentes
- Condado de Amite (Misisipi) - norte
- Parroquia de Tangipahoa - este
- Parroquia de Livingston - sur
- Parroquia de East Baton Rouge - suroeste
- Parroquia de East Feliciana - oeste

## Carreteras
- Carretera Estatal de Luisiana 10
- Carretera Estatal de Luisiana 16
- Carretera Estatal de Luisiana 37
- Carretera Estatal de Luisiana 38
- Carretera Estatal de Luisiana 43

## Demografía
En el 2000 la renta per cápita promedia de la parroquia era de $24,970, y el ingreso promedio para una familia era de $29,950. En 2000 los hombres tenían un ingreso per cápita de $30,218 versus $16,853 para las mujeres. El ingreso per cápita para la parroquia era de $12,318. Alrededor del 26.80% de la población estaba bajo el umbral de pobreza nacional.

## Comunidades
- Greensburg
- Montpelier